# Édouard Roche
Édouard Albert Roche, född den 17 oktober 1820, död den 18 april 1883, var en fransk matematiker och astronom.
Roche var verksam i Montpellier, där han också blev professor 1852. Han ägnade sig mest åt teoretisk astronomi och studerade den inre strukturen hos himlakroppar. Han räknade även fram banorna för Mars månar Phobos och Deimos. Han är också känd för sin teori att Saturnus planetring är bildad av en måne som kom för nära planeten och slets sönder av gravitationen. Han har gett namn åt både Roche-gräns och Roche-lob som inte har något med varandra att göra.